# 芹沢助次郎
芹沢 助次郎（せりざわ すけじろう、芹澤助次郞、天保14年3月10日（1843年4月9日） - 慶応元年2月15日（1865年3月12日））は、幕末期の水戸藩士、志士。介次郎とも。諱は豪幹（さともと）。位階は贈従五位（1907年）。1889年（明治22年）、靖国神社に合祀された。本姓は桓武平氏繁盛流大掾氏。

## 生涯
水戸藩馬廻組芹沢平蔵義幹の三男として生まれる。祖父は又衛門以幹、兄は又衛門孝幹、弟に亀三郎（明治以後は馨）。母は小沢清光（瑠伊とも）。
天狗党の武田耕雲斎とともに越前国敦賀まで上り、同年12月11日、ここで加賀藩に降伏した。助次郎は天狗党一党とともに捕縛され、翌年の2月15日（新暦3月12日）に斬首された。なお、明治22年（1889年）5月、水戸天狗党一党は靖国神社に合祀された。